# Circle Chart
The Circle Chart (korejsky: 써클차트; RR: Sseokeul-chateu), dříve známá jako Gaon Music Chart nebo Gaon Chart (korejsky: 가온차트; RR: Gaon-chateu), zobrazuje týdenní popularitu písní a alb v Jižní Koreji. Vypracovává ji Korea Music Content Association a sponzoruje ji jihokorejské ministerstvo kultury, sportu a cestovního ruchu. Byla založena v roce 2010.

## Historie

Logo společnosti Gaon

Gaon Chart vznikl v únoru 2010, kdy jej založila Korea Music Content Association pod sponzorstvím jihokorejského ministerstva kultury, sportu a cestovního ruchu s cílem vytvořit národní žebříček podobný žebříčkům Billboard charts ve Spojených státech a Oricon charts v Japonsku. 
Slovo gaon, které v korejštině znamená „střed“ nebo „centrum“, bylo vybráno jako symbol spravedlnosti a spolehlivosti. Žebříček začal sledovat prodeje od začátku téhož roku. Společně se slavnostním uvedením žebříčku se 23. února v hotelu Westin Chosun v Soulu se konalo malé slavnostní předávání cen. Dívčí skupina Girls' Generation byla oceněna jako nejlepší umělec měsíce ledna, chlapecká skupina Super Junior získala cenu za nejlepší album roku 2009 a skladba We Fell In Love od Jo Kwona a Ga-in se stala nejlepším vyzváněním týdne pro mobilní telefony.
V únoru 2011 zveřejnila společnost Gaon informace o online a offline prodejích alb za rok 2010, včetně podrobného rozpisu údajů z online žebříčků. Bylo to poprvé od roku 2008, kdy asociace Music Industry Association of Korea přestala shromažďovat údaje o offline prodejích alb.
Dne 7. července 2022 byl Gaon Chart přejmenován na Circle Chart. Vedle zachování stávajících žebříčků byl zaveden nový Global K-pop Chart. Hudební ceny Gaon Chart Music Awards byly rovněž přejmenovány na Circle Chart Awards.

## Hudební žebříčky

### Žebříčky písní
| Název žebříčku     | Typ žebříčku                               | Počet míst | Metodika hodnocení                                                                            |
| ------------------ | ------------------------------------------ | ---------- | --------------------------------------------------------------------------------------------- |
| Global K-pop Chart | streamování                                | 200        | - Celosvětové streamování K-popu                                                              |
| Digital Chart      | streamování + stahování + hudební doprovod | 200        | - Standardní žebříček popularity písní v Jižní Koreji                                         |
| Streaming Chart    | streamování                                | 200        | - Objem streamování v Jižní Koreji - Jeden ze tří dílčích žebříčků Digital Chart              |
| Download Chart     | stahování                                  | 200        | - Objem tržeb za stažení v Jižní Koreji - Jeden ze tří dílčích žebříčků Digital Chart         |
| BGM Chart          | hudební doprovod                           | 200        | - Objem prodeje doprovodné hudby v Jižní Koreji - Jeden ze tří dílčích žebříčků Digital Chart |

### Žebříčky alb
| Název žebříčku     | Počet míst | Metodika hodnocení                                                                          |
| ------------------ | ---------- | ------------------------------------------------------------------------------------------- |
| Album Chart        | 100        | - Rozsah distribuce alba (kazeta, LP, CD, USB, KiT, album na platformě, atd.)               |
| Retail Album Chart | 50         | - Celkový prodej desek v maloobchodech (kazeta, LP, CD, USB, KiT, album na platformě, atd.) |

### Ostatní hudební žebříčky
| Název žebříčku     | Počet míst | Metodika hodnocení                                           |
| ------------------ | ---------- | ------------------------------------------------------------ |
| Singing Room Chart | 200        | Celkový počet přehrání písně při karaoke                     |
| Bell Chart         | 100        | Žebříček vyzváněcích tónů jihokorejských mobilních operátorů |
| Ring Chart         | 100        | Žebříček vyzváněcích tónů jihokorejských mobilních operátorů |

## Tabulky sociálních sítí
The Circle Social Chart je týdenní žebříček, který na základě údajů z YouTube, TikToku, Mubeatu a Mycelebs sestavuje žebříček 50 nejpopulárnějších K-popových umělců.
Gaon Weibo Chart byl týdenní žebříček, který na základě údajů z Weibo sestavoval žebříček 10 nejpopulárnějších K-popových skupin a 30 nejpopulárnějších individuálních K-popových umělců v Číně.

## Ocenění
V dubnu 2018 zavedla Korea Music Content Association udělování ocenění pro alba, stahování a streamování hudebních nahrávek. Ocenění alb se udělují na základě údajů o počtu prodejů poskytnutých nahrávacími společnostmi a distributory. Ocenění za stahování a streamování se udělují skladbám na základě online údajů poskytnutých internetovými poskytovateli hudebních služeb. Ocenění mohou získat alba a skladby vydané 1. ledna 2018 nebo později.

### Album
| Prahové hodnoty na ocenění | Prahové hodnoty na ocenění | Prahové hodnoty na ocenění | Prahové hodnoty na ocenění | Prahové hodnoty na ocenění |
| Platinum                   | 2× Platinum                | 3× Platinum                | Milion                     | 2× Milion                  |
| -------------------------- | -------------------------- | -------------------------- | -------------------------- | -------------------------- |
| 250,000                    | 500,000                    | 750,000                    | 1,000,000                  | 2,000,000                  |

### Stahování
| Prahové hodnoty na ocenění | Prahové hodnoty na ocenění | Prahové hodnoty na ocenění | Prahové hodnoty na ocenění |
| Platinum                   | 2× Platinum                | 3× Platinum                | Diamond                    |
| -------------------------- | -------------------------- | -------------------------- | -------------------------- |
| 2,500,000                  | 5,000,000                  | 7,500,000                  | 10,000,000                 |

### Streamování
| Prahové hodnoty na ocenění | Prahové hodnoty na ocenění | Prahové hodnoty na ocenění | Prahové hodnoty na ocenění |
| Platinum                   | 2x Platinum                | 3x Platinum                | Bilion                     |
| -------------------------- | -------------------------- | -------------------------- | -------------------------- |
| 100,000,000                | 200,000,000                | 300,000,000                | 1,000,000,000              |